# Фредеріка Кароліна Луїза Гессен-Дармштадтська
Фредеріка Кароліна Луїза Гессен-Дармштадтська (нім. Friederike Caroline Luise von Hessen-Darmstadt; (20 серпня 1752—22 травня 1782) — принцеса Гессен-Дармштадтська, дочка принца Георга Вільгельма та графині Лейнінген-Фалькенбурзької Марії Луїзи, дружина принца Мекленбург-Стреліцького Карла.

## Біографія
Фредеріка Кароліна Луїза народилась 20 серпня 1752 року у Дармштадті. Вона була першою дочкою та третьою дитиною в родині принца Гессен-Дармштадтського Георга Вільгельма та його дружини Марії Луїзи Лейнінген-Фалькенбурзької.

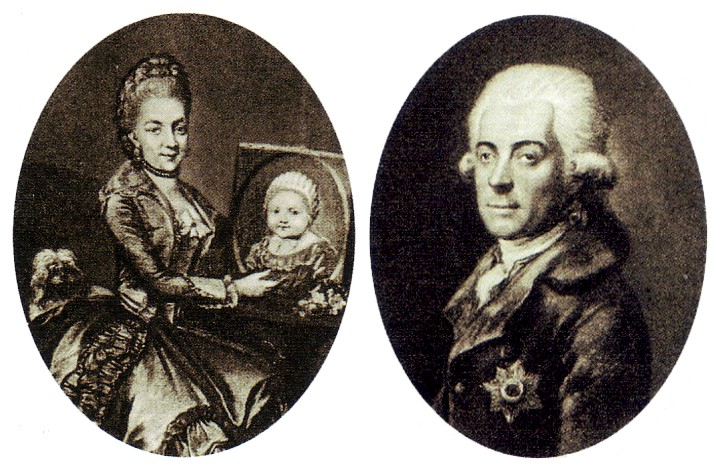
Портрети Карла та Фредеріки бл.1780

У 16 років вона пошлюбилася із 26-річним принцом Мекленбург-Штреліцьким Карлом, молодшим братом правлячого герцога Мекленбург-Штреліца Адольфа IV. Весілля відбулося 18 вересня 1768 року у Дармштадті. У шлюбі за 13 років народила десятеро дітей
Померла Фредеріка 22 травня 1782 року за три дні після народження молодшої дочки, у віці 29 років, від ускладнень, що виникли під час пологів. Похована у Новій крипті церкви іоанітів у Мірові.
Через два роки Карл одружився вдруге з її рідною сестрою Шарлоттою, яка згодом також померла при народженні дитини.

## Родина
Чоловік — Карл Мекленбург-Штреліцький
Діти:
- Шарлотта (1769—1818) — одружена із герцогом Фрідріхом Саксен-Гільдбурггаузенським, мала дванадцятеро дітей;
- Кароліна (1771—1773) — померла немовлям;
- Георг (1772—1773) — помер немовлям;
- Тереза (1773—1839) — одружена із п'ятим принцом Турн-унд-Таксіс Карлом Олександром, з яким мала семеро нащадків, а також двох позашлюбних дітей;
- Фрідріх (1 вересня—5 листопада 1774) — помер немовлям;
- Луїза (1776—1810) — одружена з королем Пруссії Фрідріхом Вільгельмом III, мала дев'ятеро дітей;
- Фредеріка (1778—1841) — була тричі одружена: вперше — з прусським принцом Людвігом Карлом, братом чоловіка її сестри Луїзи, вдруге — з принцом Солмс-Браунфельським Фрідріхом Вільгельмом; втретє — з королем Ганновера Ернстом Августом I, мала десятеро дітей;
- Георг (1779—1860) — наступний герцог Мекленбург-Стрелицький, одружений із Марією Гессен-Кассельською, мав четверо дітей;
- Фрідріх (1781—1783) — помер немовлям;
- Августа Альбертіна (19—20 травня 1782) — померла немовлям.